# Neogene pictus
Neogene pictus är en fjärilsart som beskrevs av Clark 1931. Neogene pictus ingår i släktet Neogene och familjen svärmare. Inga underarter finns listade i Catalogue of Life.